# Chevron Championship
Het ANA Inspiration is een van de vier Majors van de LPGA Tour, het Amerikaanse circuit van professionele golfspeelsters. Het wordt jaarlijks gehouden op de Mission Hills Country Club in Rancho Mirage, Californië. De andere drie zijn Women's British Open, US Women's Open en het Ladies Professional Golfers' Association (LPGA) kampioenschap.
Het toernooi werd voor het eerst gehouden in 1972 op initiatief van de Amerikaanse zangeres Dinah Shore en heette oorspronkelijk het Colgate/Dinah Shore Winner's Circle Championship. In 1983 kreeg het de status van "major".

## Winnaars
| Nog geen "major" - 1972: Jane Blalock - 1973: Mickey Wright - 1974: Jo Ann Prentice - 1975: Sandra Palmer - 1976: Judy Rankin - 1977: Kathy Whitworth - 1978: Sandra Post - 1979: Sandra Post - 1980: Donna Caponi - 1981: Nancy Lopez - 1982: Sally Little | Major - 1983: Amy Alcott - 1984: Juli Inkster - 1985: Alice Miller - 1986: Pat Bradley - 1987: Betsy King - 1988: Amy Alcott - 1989: Juli Inkster - 1990: Betsy King - 1991: Amy Alcott - 1992: Dottie Mochrie - 1993: Helen Alfredsson | - 1994: Donna Andrews - 1995: Nanci Bowen - 1996: Patty Sheehan - 1997: Betsy King - 1998: Pat Hurst - 1999: Dottie Pepper - 2000: Karrie Webb - 2001: Annika Sörenstam - 2002: Annika Sörenstam - 2003: Patricia Meunier-Lebouc - 2004: Grace Park | - 2005; Annika Sörenstam - 2006: Karrie Webb - 2007: Morgan Pressel - 2008: Lorena Ochoa - 2009: Brittany Lincicome - 2010: Yani Tseng - 2011: Stacy Lewis - 2012: Sun-Young Yoo - 2013: Inbee Park - 2014: Lexi Thompson - 2015: Brittany Lincicome | - 2016: Lydia Ko |